# Disporella buski
Disporella buski är en mossdjursart som först beskrevs av Harmer 1915.  Disporella buski ingår i släktet Disporella och familjen Lichenoporidae. Inga underarter finns listade i Catalogue of Life.